# Selenops ducke
Selenops ducke är en spindelart som beskrevs av José Antonio Corronca 1996. Selenops ducke ingår i släktet Selenops och familjen Selenopidae. Inga underarter finns listade i Catalogue of Life.